# والتر هوب
والتر هوب (بالألمانية: Walter Hoppe)‏ هو فيزيائي وعالم كيمياء حيوية ألماني، ولد في 21 مارس 1917 في Wallsee-Sindelburg ‏ في النمسا، وتوفي في 3 نوفمبر 1986 في Lochham ‏ في ألمانيا.